# Bucking Broncho (film 1910)
Bucking Broncho – amerykański niemy western z 1910 roku w reżyserii Miltona Fahrneya.
Premiera filmu odbyła się 6 czerwca 1910.